# الدانوب الأزرق
الدانوب الأزرق أو (An der schönen blauen Donau) هي مقطوعة موسيقية من نوع فالس من تأليف يوهان شتراوس الابن عام 1866 وتم عرضها لأول مرة في 13 فبراير 1867.